# 广花娃儿藤
广花娃儿藤（学名：Tylophora leptantha）是夹竹桃科娃儿藤属的植物，是中国的特有植物。分布于中国大陆的广西、广东等地，多生在山地疏林中以及山谷潮湿林中，目前尚未由人工引种栽培。